# 柑城橋
柑城橋為台灣公路橋樑之一，跨越三峽河，連接新北市樹林區與土城區。其橋名取自柑園的「柑」與土城的「城」二地來命名。柑城橋西側所連接的道路為柑園街，能夠快速抵達三鶯交流道以及北大特區一帶，在柑園二橋通車後更能夠到達山佳地區；東側所連接的環河道路，往北能夠快速的抵達土城工業區、浮洲、板橋等地。
目前的柑城橋，即樹林區北84鄉道拓寬工程(柑城橋拓寬及其引道改建工程)於2016年7月25日開工，歷經多次交維改道、半半施工，於2019年3月10日完工，工程總經費約7.9億元，主辦機關為新北市政府工務局新建工程處，設計監造是林同棪工程顧問股份有限公司，承攬廠商為榮金營造工程股份有限公司。改建後的柑城橋，橋寬17～24.4公尺，為鋼箱橋樑，雙向2車道，2側均有人行道以及自行車牽引道。